# Zaira robusta
Zaira robusta är en tvåvingeart som först beskrevs av Wulp 1890.  Zaira robusta ingår i släktet Zaira och familjen parasitflugor. Inga underarter finns listade i Catalogue of Life.